# قمة مولدوفينو
جبل مولدوفينو (بالرومانية: Vârful Moldoveanu)‏ نطق روماني: ‎[vɨrful moldoˈve̯anu]‏ هو أعلى جبال رومانيا وأكبرها حيث يرتفع الجبل حوالي 2544 متر حوالي 8346 قدم، يقع الجبل في منتصف دولة رومانيا. ضمن سلسلة جبال الكاربات الجنوبية. أقرب الطرق للجبل هي قمة فييتيا القريبة من الجبل.